# 卡布賴火山
19°8′45″S 68°41′54″W / 19.14583°S 68.69833°W

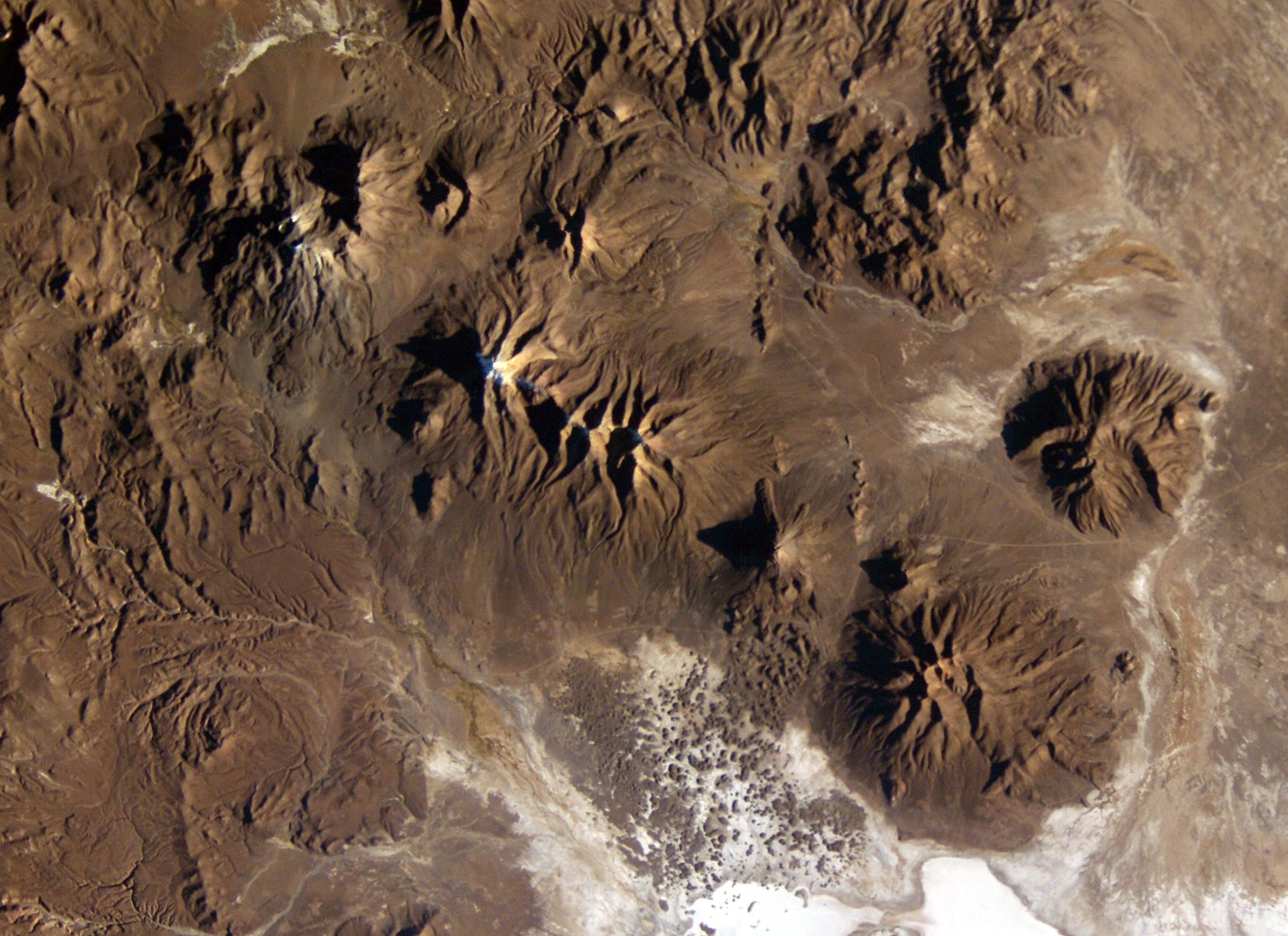

卡布賴火山（Cabaray），是玻利維亞的火山，位於與智利接壤的邊境附近，處於伊斯盧加火山和塔塔薩巴亞火山之間，屬於安第斯山脈的一部分，海拔高度5,869米。